# Pascal Periz
Pascal Periz est un chanteur français né le 12 janvier 1961 à Caen où il est mort le 10 décembre 2023,,. Il a fait partie du groupe Pow Wow. Il a notamment composé l'un de leurs plus grands tubes, Le Chat, et a été le plus souvent le soliste du groupe.
Après la sortie de l'album Chanter en septembre 2006 et une tournée dans toute la France, le groupe se sépare. En 2007, Pascal Périz sort l'album Tableaux de vie.
Dépressif depuis de nombreuses années, Pascal Periz met fin à ses jours à l'âge de 62 ans.